# Qu'as-tu fait à la guerre, Thanassis ?
Pour plus de détails, voir Fiche technique et Distribution.
Qu'as-tu fait à la guerre, Thanassis ? (Τι έκανες στον πόλεμο, Θανάση;, Ti ékanes ston polémo, Thanássi ?) est un film grec réalisé par Dínos Katsourídis et sorti en 1971.
Le public a identifié les malheurs de Thanassis et de la Grèce infligés par la barbarie nazie à ce qui se produisait pendant la dictature des colonels. Katsourídis appela son film une « satire anti-guerre » car il ne pouvait le qualifier de satire antifasciste ou antidictatoriale.
Qu'as-tu fait à la guerre, Thanassis ? est une réponse directe au film de Blake Edwards de 1966 : Qu'as-tu fait à la guerre, papa ?. Le film est considéré comme le plus grand film de Thanássis Véngos.

## Synopsis
En 1942, pendant l'occupation de la Grèce par les puissances de l'Axe, Thanassis (Thanássis Véngos) et sa sœur Frosso (Katerína Gógou) vivent à Athènes dans le même appartement et survivent tant bien que mal. Thanassis travaille dans une entreprise grecque au service des occupants allemands et italiens. Ce travail permet à Thanassis et Frosso d'échapper en partie à la famine organisée par les nazis : il ramène le soir dans sa gamelle, une partie de la nourriture distribuée par les Allemands aux ouvriers. Frosso, quant à elle, est membre de la résistance grecque.
Dans le quartier, Kyria Kleopatra a porté plainte contre le tavernier Vassilis. Elle l'accuse d'avoir tué son chat et de l'avoir servi dans sa taverne en faisant croire que c'était du lapin. Frosso convainc Thanassis d'aller témoigner en faveur de Vassilis qui les a toujours aidés en leur donnant de la nourriture. De plus, Vassilis a servi le chat à des collaborateurs notoires. Un des arguments, patriotiques, utilisés par Thanassis en faveur de Vassilis est que le chat était Persan. Quant au juge, ce qui l'intéresse le plus est de savoir s'il y a une différence de goût entre le chat et le lapin. Cependant, Vassilis est condamné à trois mois de prison pour vol et tromperie sur la marchandise. Thanassis est condamné à 20 jours de prison pour faux témoignage.
Par erreur, Thanassis se retrouve dans une prison, contrôlée par les Italiens, où sont enfermés aussi des résistants grecs arrêtés, dont leur chef mythique, Ivan. Les prisonniers organisent et réussissent leur évasion. Cependant, Thanassis reste dans sa cellule, persuadé qu'il sera libéré à la fin de sa peine. Lorsque la Gestapo arrive pour interroger Ivan, elle ne trouve que Thanassis, qu'elle torture malgré tout, avec Les Noces de Figaro en musique de fond, le prenant pour Ivan. Thanassis réalise alors qu'il doit fuir. Il est aidé dans son évasion par Danai, une résistante ainsi que par des prostituées, enfermées pour avoir refusé d'accepter les soldats ennemis comme clients. Elles travestissent Thanassis pour lui permettre de fuir.
Apostolos, le neveu de Thanassis a apporté à Frosso un poste de radio sur lequel elle écoute les émissions de la résistance. Thanassis, rentré chez lui, reprend sa vie normale et retourne au travail. Sa sœur utilise sa gamelle (vide à l'aller, elle est pleine au retour d'une partie de la nourriture distribuée) pour dissimuler des exemplaires du Libérateur (O Eleftherotis), un journal clandestin de la résistance. À l'usine, les résistants récupèrent et distribuent le journal, sans que Thanassis n'en sache rien. Cependant, un membre de la Gestapo découvre un des exemplaires et commence une enquête. À leur arrivée le matin, tous les ouvriers sont fouillés. Quand Frosso, Apostolos et Danai l'apprennent, cette dernière se précipite à l'usine pour avertir Thanassis et lui dire de se débarrasser des tracts qu'il transporte. Il panique et s'enfuit. Il est rattrapé par Hans, le cuisinier allemand de l'usine. Celui-ci lui ordonne de transporter un baril de sardines vers la cantine, puis de l'aider à les distribuer. Les tracts tombent de la gamelle. Hans les ramasse et les utilise pour emballer les sardines individuellement. Le Libérateur est alors distribué par un soldat allemand aux ouvriers grecs. Mais, un officier de la Gestapo aperçoit un exemplaire. Il ordonne l'arrestation de Hans et de Thanassis. Ce dernier a anticipé et s'est déjà enfui. La Gestapo l'attend chez lui et l'arrête.
Thanassis que la Gestapo prend toujours pour Ivan se retrouve à nouveau dans la prison contrôlée par les Italiens. Il doit assister à la séance de torture de Hans. Lorsqu'ils sont ramenés en cellule, Thanassis réussit à s'enfuir, mais Hans trop faible ne peut le suivre. L'officier de la Gestapo tue Hans quand celui-ci ne peut lui dire où est passé « Ivan ». Thanassis a réussi à s'emparer d'un uniforme et d'un casque. Déguisé en soldat allemand, il sort de la prison et monte sur un side-car. Il y est rejoint par deux autres soldats et est obligé de suivre un convoi militaire. Il découvre bien vite que toute la troupe va à son appartement pour l'arrêter. Il réussit à arriver à l'étage avant le reste des soldats. Il essaie en vain de barricader la porte. Les Allemands entrent et fouillent l'appartement, tandis qu'une Frosso, très enceinte, essaie de ne pas se faire bousculer. Thanassis s'approche du ventre de sa sœur, surpris. Malheureusement, il lui prend les mains qui tenaient le ventre et le « bébé », le poste de radio clandestin tombe. Thanassis s'en empare, le met dans un linge, poursuivant la fiction du bébé et commence à descendre les escaliers. Il tombe et la radio se met en marche. On entend un discours antifasciste tandis que Thanassis dévale les escaliers, bouscule des soldats indifférents car ne comprenant pas la langue. Thanassis s'éloigne en courant, alors que la radio diffuse l'hymne national grec.

## Fiche technique
- Titre  : Qu'as-tu fait à la guerre, Thanassis ?
- Titre original  : Τι έκανες στον πόλεμο, Θανάση; (Ti ékanes ston polémo, Thanássi ?)
- Réalisation : Dínos Katsourídis
- Scénario  :  Dínos Katsourídis et Assimakis Gialamas (el)
- Décors  :  Tassos Zografos
- Costumes : Tassos Zografos
- Photo :  Yórgos Arvanítis
- Son  : Takis Kontos et Thanassis Arvanitis
- Montage  : Dínos Katsourídis
- Musique  : Mímis Pléssas
- Production  : Dínos Katsourídis
- Pays   :  Grèce
- Langue  : grec
- Format  : 35 mm. Noir et blanc. Mono
- Genre  : Comédie, Film de guerre
- Durée : 85 minutes
- Sortie :  Grèce 24 septembre 1971

## Distribution
- Thanássis Véngos : Thanasis Karathanasis
- Efi Roditi (el) : Danai
- Andonis Papadopoulos (el) : Hans
- Kaiti Lampropoulou (el) : Kyria Kleopatra
- Katerína Gógou : Froso Karathanasi
- Nikitas Platis (en) : Thodoros
- Michael Yannatos (en) : officier italien
- Stelios Lionakis : Ivan
- Giannis Firios (el) : juge
- Dinos Doulgerakis : avocat
- Kostas Stavrinoudakis : employé de la compagnie d'électricité
- Manolis Destounis (el)

## Analyse

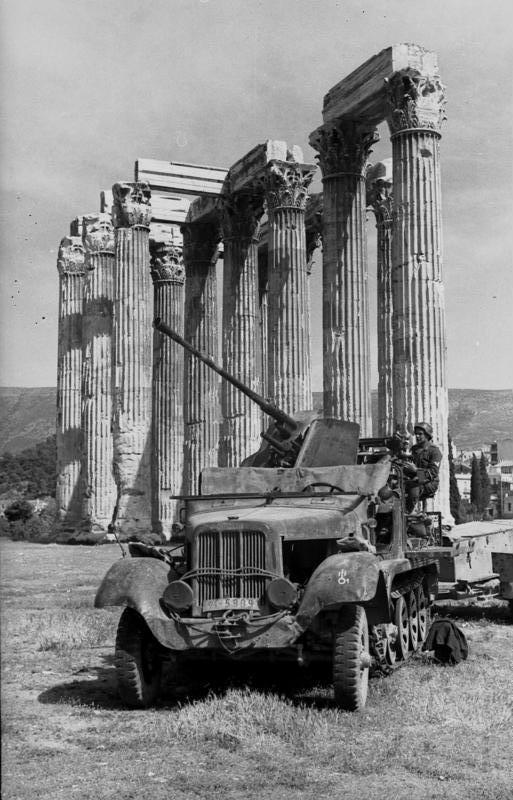

### Karaghiósis Véngos
Qu'as-tu fait à la guerre, Thanassis ? s'inscrit dans la tradition grecque du karaghiosis (théâtre d'ombres), dont Thanássis Véngos peut être considéré comme un avatar à l'écran. Le titre même du film, avec le prénom de l'acteur est une référence aux titres traditionnels des spectacles de karaghiosis comprenant toujours le nom du héros. Un spectacle de karaghiosis est une improvisation autour d'une trame aux épisodes récurrents. Cette même improvisation de scènes récurrentes était la marque de fabrique de Véngos. Les scénarios étaient adaptés à lui et à ses « routines » comiques et non l'inverse.

### Discours politique et historique
Les auteurs du film, Dinos Katsouridis et Assimakis Gialamas, cherchaient à convaincre leur public, via la métaphore de l'occupation allemande, de résister à toute forme d'oppression dictatoriale ou totalitariste. La lutte n'est pas finie pour eux.
Le début du film ne cesse de faire référence à l'une des principales conséquences de l'occupation en Grèce : la famine organisée. Ainsi, Thanassis garde une partie de sa ration alimentaire distribuée à l'usine. Un jour, alors qu'il revient du travail, il croit être poursuivi par des soldats allemands (en fait, ils poursuivent un jeune résistant). Thanassis court alors dans les rues d'Athènes, croyant le side-car à ses trousses. Sa fuite ne cesse de croiser celle du jeune résistant (dans un effet de tragicomédie selon Katsouridis). Finalement, il tombe dans sa rue tandis que le résistant est rattrapé. Les Allemands tirent et le jeune homme s'effondre. Dans la rue, se trouvent un vieil homme et deux enfants affamés. Ils ne se soucient ni du jeune homme tué, ni de Thanassis tombé : ils se précipitent sur la gamelle qui s'est ouverte pour manger ce qui en est sorti. On a aussi ici une des premières occurrences du thème récurrent de la déshumanisation que ce soit celle des victimes ou celle des bourreaux. Ici, les affamés ne sont plus des humains, ayant perdu toute compassion. Quant aux soldats ou au jeune résistant, ils sont eux des anonymes réduits à une silhouette stéréotypique. Thanassis n'est pas plus épargné : il ne s'intéresse pas au jeune mort et se précipite pour disputer les miettes de nourriture aux autres.
Le problème de la difficulté de l'engagement est évoqué lors d'une discussion entre Thanassis et sa sœur Frosso. Il lui reproche de les mettre en danger en écoutant les programmes de la BBC en grec. Il dit qu'il faut être fou pour rejoindre la résistance. Elle rétorque qu'il faut être fou pour ne pas rejoindre la résistance. Elle lui reproche de rester endormi alors que le reste du monde est réveillé. Il conclut en disant que s'il se réveillait, les Allemands auraient tôt fait de l'aligner contre un mur et de le faire se rendormir, éternellement.

## Distinctions
- Meilleur film, meilleur acteur et meilleur scénario au Festival du cinéma grec de Thessalonique

## Réception
Le film fut un succès public et critique. Il se classa premier au box-office 1971, avec 640 471 spectateurs en première exclusivité sur Athènes et Le Pirée. À titre de comparaison, S' Agapo, le film avec la grande star féminine de l'époque, Alíki Vouyoukláki, qui se classa deuxième au box-office, fut vu par 393 137 spectateurs sur l'Attique. Au total, le film fit en Grèce plus de trois millions d'entrées la première année. Au Festival du cinéma grec de Thessalonique, Qu'as-tu fait à la guerre, Thanassis ? reçut les trois plus prestigieux prix : meilleur film, meilleur acteur et meilleur scénario.
Par contre, la dictature des colonels apprécia peu la plaisanterie. Le Ministre de la Presse qualifia le film de « machination illégale du Parti Communiste Grec ».